# Protorhabditis tristis
Protorhabditis tristis är en rundmaskart. Protorhabditis tristis ingår i släktet Protorhabditis och familjen Rhabditidae. Inga underarter finns listade i Catalogue of Life.